# Въстание на Патрона Халил
Въстанието на Патрона Халил е социално въстание в Османската империя сложило край на т.нар. епоха на лалетата и катапултирало на престола султан Махмуд I. Управлението на последния е и последният период на стабилизация с успехи на Османската империя, израз на което е подписания Белградски мирен договор.

## Предистория
Мирният договор от Карловци е най-голямото поражение в историята на Османската империя. Той отприщва редица дълбоко тлеещи социално-политически проблеми в османското общество. Последван е от Истанбулско въстание от 1703 г., за което повода бил, че султан Мустафа II на практика пренесъл столицата на империята в Одрин. Мустафа II е детрониран, а след 4 месеца умира при неизяснени обстоятелства, вероятно отровен. С възкачването на трона на новия султан, Ахмед III, започва културна революция по западноевропейски образец, останала постфактум в масовото съзнание, като епоха на лалетата. От новото положение, свързано с невероятни бюджетни разходи за културно строителство в условията на незавидно външнополитическо и финансово положение, най-ощетени и недоволни от фискалното бреме останали градските низини – търговци, занаятчии, а и селяни. Голяма част от еничарите съчувствали и подкрепяли на градската беднота и обезземляващото се селячество. Османската империя била унизена с договор на Пожаревац и както никога в историята си била принудена да отстъпи свои територии отсам Дунав, т.е. на Балканите, и зад т.нар. военна граница /т.е. в тил/.

## Ход на въстанието и край на културната революция
Като формален повод за начало на въстанието послужила вестта от края на септември 1730 г. в Истанбул за загубата на Тебриз от Иран. Начело на въстанието застанал Патрона Халил, откъдето и името на въстанието. Сподвижници на водача били еничарите Кючук Муслу, Али Уста, Чинар Ахмед, Емир Али и Туршуджу Исмаил. Въстаналите еничари повличат със себе си истанбулските занаятчии и търговци. Ахмед III абдикира, а по желание на въстаналите за султан е избран неговия племенник и син на стария султан – Махмуд I.
Новият султан приема властта, но до края на март 1731 г. на няколко пъти удавя в кръв въстанието, избивайки безмилостно всички негови главатари, начело с Патрона Халил. Въстанието обаче бележи и края на културната революция, наричана епоха на лалетата, която съвпаднала хронологично с реформите на Петър I в Русия.